# Hollandse IJssel
De Hollandse of Hollandsche IJssel is een rivier in de provincies Utrecht en Zuid-Holland die een enigszins boogvormige route aflegt tussen Nieuwegein en de Nieuwe Maas ten oosten van Rotterdam.

## Geschiedenis

### Middeleeuwen
De Hollandse IJssel was oorspronkelijk een zijarm van de Lek, die voorbij Vreeswijk begon. Om twee redenen moest die arm in de 13e eeuw worden afgedamd: de afdamming van de Rijn bij Wijk bij Duurstede had van de Lek een grotere rivier gemaakt en de ontginning van het Hollandse veengebied vroeg om een gedegen afwatering. Dat kon alleen bij een lager waterpeil in de Hollandse IJssel, die ook wel de Goudse IJssel werd genoemd. Op last van graaf Floris V werd een dam aangelegd, die in 1285 gereedkwam (de Dam bij het Klaphek). Sindsdien wordt de Hollandse IJssel uitsluitend door gegraven wateren gevoed, met name de Doorslag. Toch heeft de rivier, tussen Oudewater en Hekendorp bijvoorbeeld, nog kleinschalige uiterwaarden, waarbij de buitenste dijk (de winterdijk) hoog en steil is. De binnenste dijk (zomerdijk) is laag.

### Dominante steenindustrie
Langs de IJssel werden na de afdamming veel steenfabrieken gesticht, aanvankelijk in de bovenloop (van IJsselstein tot Gouda). Ze waren nodig voor de bouw van kastelen, kerken, stadswallen, bolwerken en kademuren. De klei werd uit de uiterwaarden gehaald. In Montfoort werden zogenaamde kloostermoppen gebakken.
In 1338 werd de eerste melding gemaakt van een steenoven in de benedenloop, in Gouderak. In 1366 is er melding van een steenfabriek boven Capelle (waarschijnlijk is dat Stormpolder, dat nu onder Krimpen aan den IJssel valt) en in 1380 bij Krimpen aan den IJssel. De stenen daar werden toen waarschijnlijk nog van oude klei gebakken en waren groter dan de latere ijsselsteentjes.
Na het verbod in 1503 om dicht bij Gouda stenen te bakken, verhuisden de steenfabrikanten onder protest naar Gouderak. In 1543 werden daar acht steenfabrieken genoteerd. Het sediment dat tussen rikken (rietkragen) neerdaalde werd opgebaggerd met slikbokken en opgeslagen in zellingen om te versterven. Het fijnere sediment dat sinds de afdamming in de getijrivier bleef liggen, had een hygroscopische samenstelling waarmee alleen de zogenaamde ijsselsteen (kleine, gele steen) kon worden gebakken. Rond 1870 werd het grotere waalsteenformaat steeds populairder. Door de komst van stoomaandrijving werd het vervoer over water eenvoudiger. De ijsselsteenfabrikanten investeerden daarna liever in fabrieken hoger langs de grote rivieren waar klei werd gedolven die geschikt was voor het waalformaat en waarmee een nieuwe energiezuiniger, manier van bakken mogelijk werd. De nieuwe bouwverordening in 1900 die enkelsteens muurdiktes voorschreef van ten minste 20 cm (waarvoor ijsselsteen te klein was) en de komst van alternatieve bouw- en bestratingsmaterialen zorgden ervoor dat de ijsselsteenfabrieken vanaf dat moment gingen sluiten.
De ijsselsteenfabrikant Mijnlieff in de buurtschap Klein-Hitland van Nieuwerkerk aan den IJssel sloot in 1964. Dit was de laatste van de circa 50 steenplaatsen die van Haastrecht tot IJsselmonde gezichtsbepalend waren geweest voor de IJsseloevers. De restanten zijn rijksmonument. Een andere veldsteenoven, die sloop bespaard bleef, wordt De Olifant genoemd. Deze staat in de buurtschap Ver Hitland op Leefgoed de Olifant. Dit rijksmonument werd in 1973 verbouwd tot luxueuze villa. Tegenwoordig vinden er mondjesmaat culturele evenementen plaats.
In de bovenloop, bij Montfoort en IJsselstein, werden na 1850 nog wel stenen gebakken van het rijnsteenformaat. Deze werden gemaakt van oude rivierklei die uit de voormalige uiterwaarden werd getiggeld. De laatste fabrieken werden hier halverwege de zeventiger jaren weggesaneerd. De grote ovenschuur in Willeskop bij Montfoort, van de in 1944 gesloten Steenfabriek IJsseloord, herinnert aan de periode dat hier vier fabrieken stonden. Dit werd in 2008 een gemeentelijk monument. De restanten van de moderne fabriek Overwaard in IJsselstein werden ontmanteld en in 1985 gesloopt. De straatnamen Tasveld, Ringoven, Vlamoven, Droogveld en Overwaard herinneren er nog aan. Veel van de luxueuze woningen van de eigenaren van de fabrieken hebben de tand des tijds wel doorstaan en sieren nog steeds de voormalige en huidige IJsseldijken.

### Schielands Hoge Zeedijk doorgebroken voor hetLeidens Ontzet
De watergeuzen staken in september 1574 op tien plaatsen de dijken bij Rotterdam en Capelle aan den IJssel (Schielands Hoge Zeedijk) door, om het polderland te laten overstromen. Een groot kunstwerk op een Capelse zelling herinnert hier nu aan.

### Kanalisering
Na de afdamming bij Vreeswijk slibde de IJssel in de bovenloop dicht en dat leverde problemen op voor het scheepvaartverkeer. In de bovenloop stond op sommige plaatsen nog maar 2 voet water. Veerverbindingen werden vaste bruggen. Tijdens de Bataafse Republiek liet Waterstaat inspecteur Jan Blanken een plan maken om de rivier te kanaliseren. Dit stuitte op bezwaren van de lokale overheden. De grens tussen de baljuwschappen en provincies liep in het hart van de rivier. Steenfabrikanten, die vaak een zetel hadden in de lokale besturen en de waterschappen, vreesden dat de kanalisatie de slibaanvoer zou bedreigen.
Na de napoleontische tijd werd het protest de kop in gedrukt. Het koninkrijk confisqueerde de IJssel, waardoor hij onder bestuur van Rijkswater kwam en het plan van Jan Blanken, voor wat betreft de bovenloop, kon worden uitgevoerd. Vaste oeververbindingen werden ophaalbruggen; langs de IJssel kwam een jaagpad.
De unieke waaiersluis tussen Gouda en Haastrecht liet scheepvaartverkeer zowel bij vloed als eb door. De komst van deze sluis had gevolgen voor de benedenloop. Bij vloed stuwde het water hoger op en dat had consequenties voor de dijkhoogte van de zeedijken. Het plan van Blanken om ook de benedenloop te kanaliseren, met een tussen Capelle en Krimpen aan den IJssel aan te leggen stuwdam, haalde het niet.

### Watersnoodramp 1953

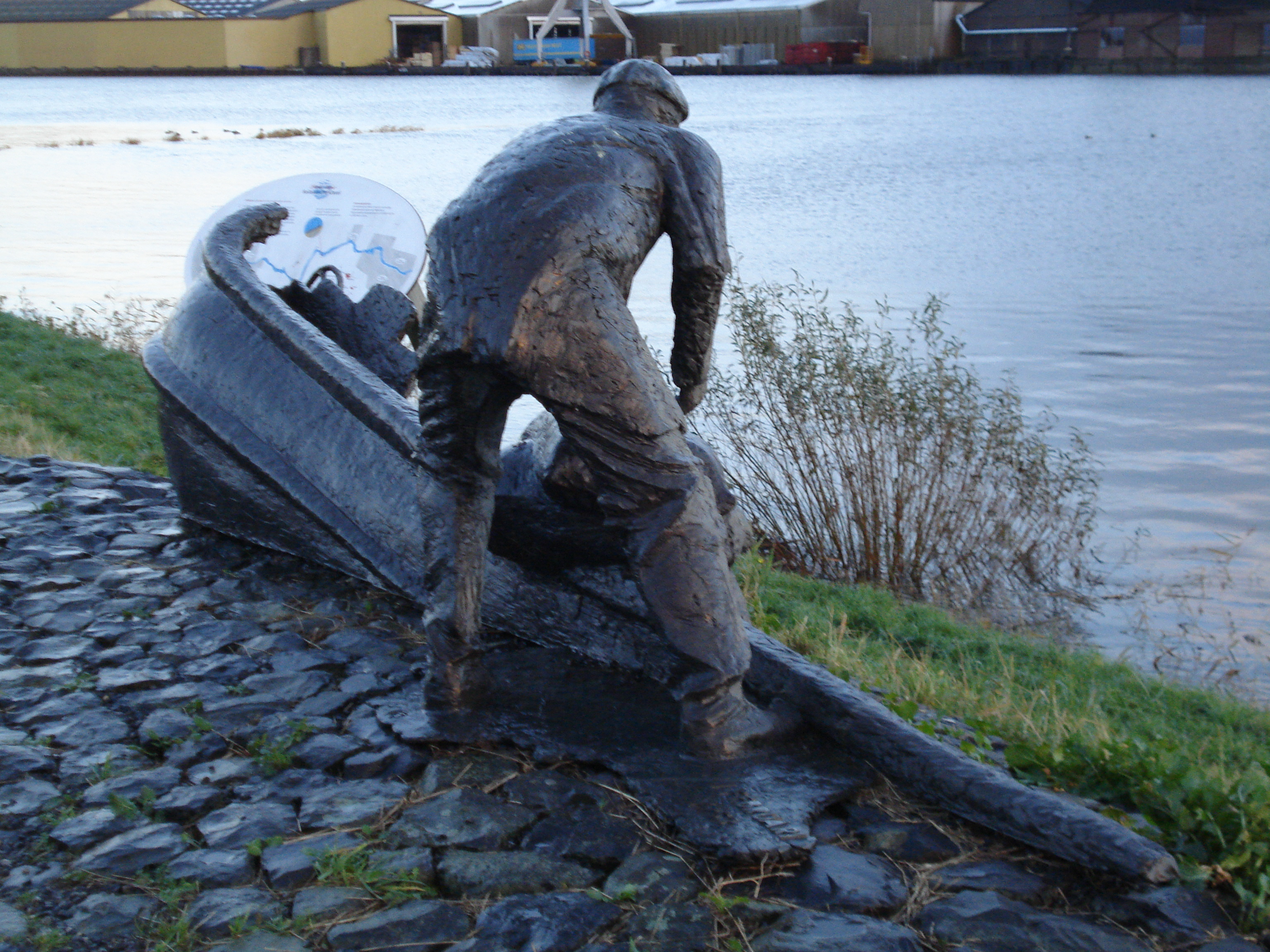
Het monument "Dubbeltje op zijn kant", ter herinnering aan inzet van de Twee Gebroeders in 1953

Tijdens de watersnood van 1 februari 1953 begaven in de Stormpolder in Krimpen aan den IJssel de dijken het en liep alles onder. Er ontstonden daar 'Zeeuwse taferelen'. Bewoners moesten op hun daken wachten op hulp. Voor vier ouderen kwam dit te laat, zij verdronken.
De dijk in Ouderkerk aan den IJssel begaf het over vijftig meter. Twee ouderen kwamen daarbij om. Deze doorbraak zorgde er wel voor dat het waterniveau in de rivier drastisch zakte en dat voorkwam ergere schade op de vele andere plaatsen waar het kantje boord was. In Capelle werd het spannend op de Keetense dijk. Het water, dat dertig centimeter hoger stond dan de dijk, viel als een waterval de polder in en nam een deel van de binnenkant mee. Door zandzakken aan te brengen bleef de schade beperkt. Tussen Capelle en de buurtschap Ver Hitland dreigde de dijk het te begeven. Ook daar konden zandzakken erger voorkomen. Bij Gouderak ging het fout ter hoogte van de steenplaats van Wim van Vliet. Een voorraad bakstenen en rietmatten konden doorslaan daar voorkomen. Ook in Moordrecht, bij de grens met Nieuwerkerk, kwam het water al over de dijk.
Een gat van veertien meter ontstond tussen Klein en Ver Hitland in de Groenendijk bij Nieuwerkerk aan den IJssel op een zwakke plek, waar eerder een afwateringssluis was verwijderd. Miljoenen mensen zouden de dupe worden als hij het zou begeven, bedrijven vernield. Burgemeester Vogelaar vorderde daarom het achttien meter lange binnenvaartschip Twee Gebroeders van Arie Evegroen uit Ouderkerk, waarmee het gat kon worden gedicht. De schipper voer zijn schip met de voorsteven tegen de dijk en liet het vervolgens naar het gat toe draaien. Daardoor klapte het als een sluisdeur tegen de kant en zoog zich – door de stroming – in het gat vast. Vervolgens werden zandzakken rondom het schip gestort. Aan de dijk staat sinds 1983 een monument ter herinnering aan het feit dat op deze wijze de overstroming van een groot deel van centraal Zuid-Holland werd voorkomen.

## Loop van Doorslag tot Nieuwe Maas
Zowel het begin als het eindgedeelte zijn verstedelijkt, het middendeel biedt over het algemeen een karakteristiek Groene-Hartlandschap.

### Nieuwegein-IJsselstein
De rivier krijgt zijn naam bij de aansluiting van de  Doorslag met de Kromme IJssel in Nieuwegein. Hier komt de Kromme IJssel uit eerst zuidoostelijke en later westelijke richting, langs 't Klaphek (Lekdijk) waar de stroom vanuit Cabauw als Enge IJssel aankomt. De Hollandse IJssel stroomt in westelijke richting langs het nabijgelegen IJsselstein (oude kern op de linkeroever).

### IJsselstein-Gouda
De Hollandse IJssel stroomt verder in noordwestelijke richting en doet na IJsselstein Montfoort aan. Hier kan kleine scheepvaart gebruikmaken van Schutsluis Montfoortse Vaart en eventueel verder varen op de Montfoortse Vaart. Via Willeskop, waar Maalvliet De Pleyt een overstappunt kan zijn voor kanoërs, stroomt de rivier verder naar Oudewater. Hier bevindt zich de monding van de Lange Linschoten. Vervolgens vormt de rivier enige tijd de provinciegrens tot het historische Goejanverwellesluis bij Hekendorp.

Bij het stadje Haastrecht bevindt zich de monding van de Vlist, een veenriviertje dat de Lopikerwaard van de Krimpenerwaard scheidt. Van beide waarden vormt de Hollandse IJssel de noordelijke afwatering.

### Gouda-Capelle aan den IJssel
Dan volgt de grootste stad aan de rivier, Gouda, vlak waarvoor zich een sluizencomplex, de Waaiersluis bevindt. Boven deze sluizen is de rivier gekanaliseerd. Het getij komt tot aan de Waaiersluis waardoor Gouda de grachten in de stad met vers water kon doorspoelen; er kon geschuurd worden. Het verschil tussen eb en vloed varieert, sinds de uitvoering van de Deltawerken, van 1,80 meter in de zomer tot 3,30 meter in de winter.
Via de Mallegatsluis in Gouda kan de stad worden ingevaren en tevens weer verlaten naar het noorden.
Ten westen van Gouda ligt de Julianasluis, deze vormt de meest gebruikelijke verbinding voor vrachtschepen naar het noorden van het land via een gegraven verbinding, het Gouwekanaal, met de Gouwe. Naast de Julianasluis ligt in een aparte aftakking van het Gouwekanaal het Mr. P.A. Pijnacker Hordijkgemaal, dat bedoeld is voor het op peil houden van de Rijnlandse boezem. Vanaf Gouda is de Hollandse IJssel een aanzienlijk bredere stroom, met aan beide zijden vele kunstmatig aangebrachte zellingen. Hij passeert Gouderak (links, in de Krimpenerwaard) en Moordrecht (rechts, in het Schieland), die door een veer verbonden zijn. Bij de forenzenplaats Nieuwerkerk aan den IJssel (rechts) stroomt hij langs de buurtschappen Kortenoord, Klein Hitland en Ver-Hitland, dat met een voetveer verbonden wordt met Ouderkerk aan den IJssel (links).
Het laatste gedeelte is verstedelijkt: op de linkeroever ligt Krimpen aan den IJssel en ertegenover het grotere Capelle aan den IJssel. Tussen beide plaatsen bevindt zich sinds 1958 de genoemde stormvloedkering, het eerste project in het kader van de Deltawerken.

### Capelle aan den IJssel-IJsselmonde
De rivier mondt bij het Rotterdamse Kralingse Veer uit in de Nieuwe Maas. Aan de overkant ligt het eiland dat zijn naam (indirect, via het gelijknamige dorp) aan de Hollandse IJssel dankt: IJsselmonde.

## Bruggen
Voor een compleet overzicht van alle bruggen:

## Afbeeldingen

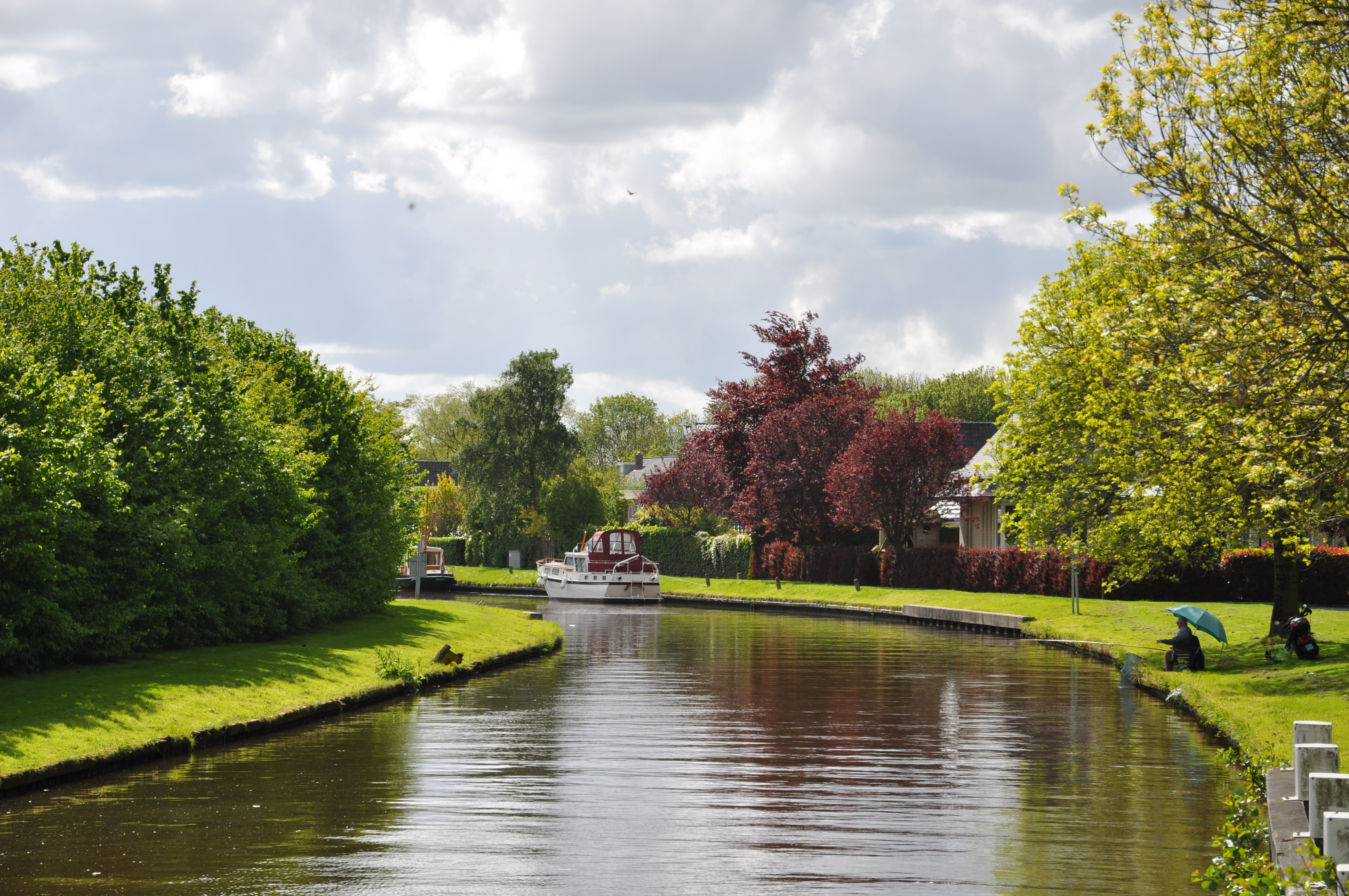
Oudewater
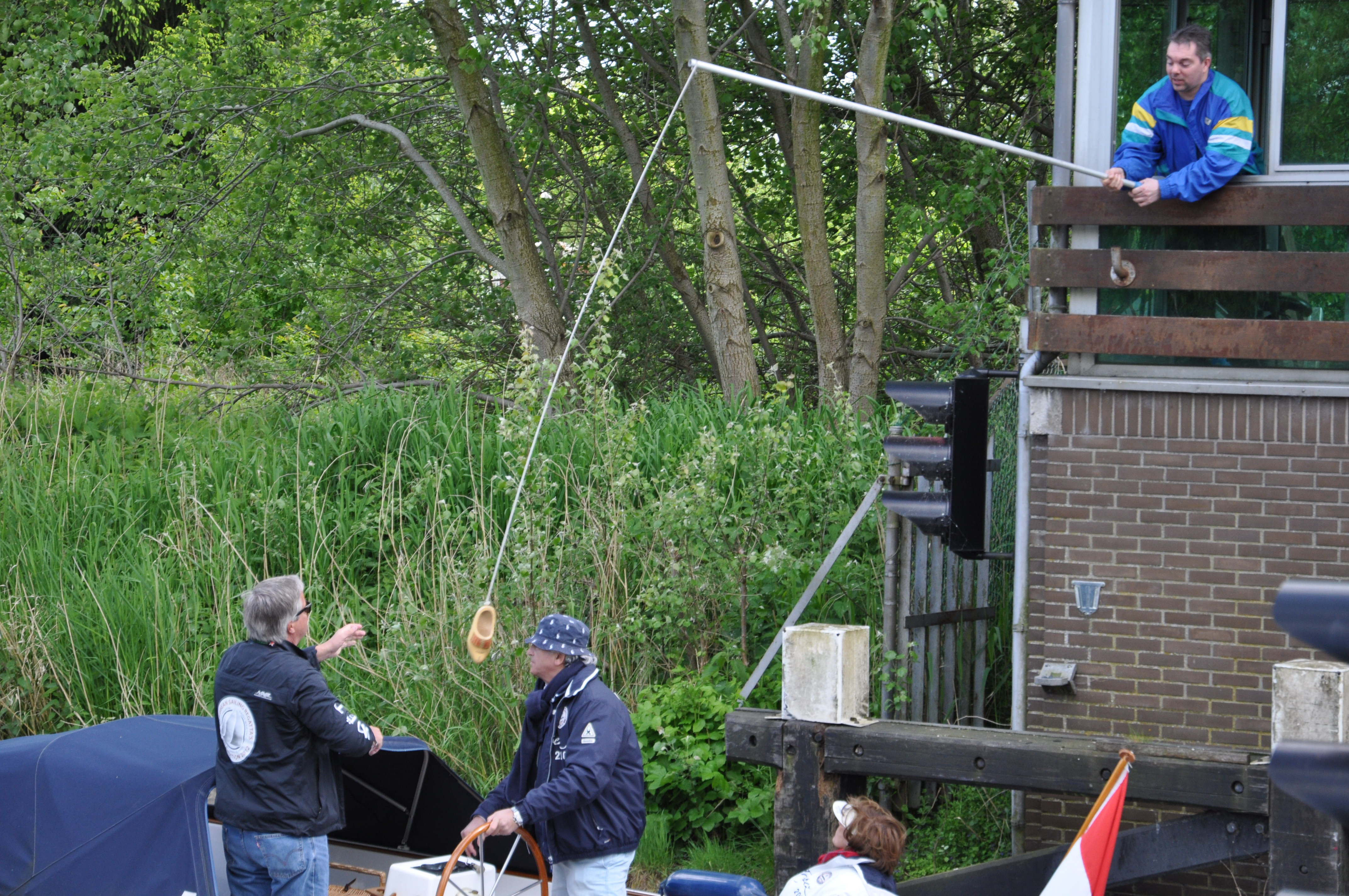
Tolheffing bij de brug in Oudewater
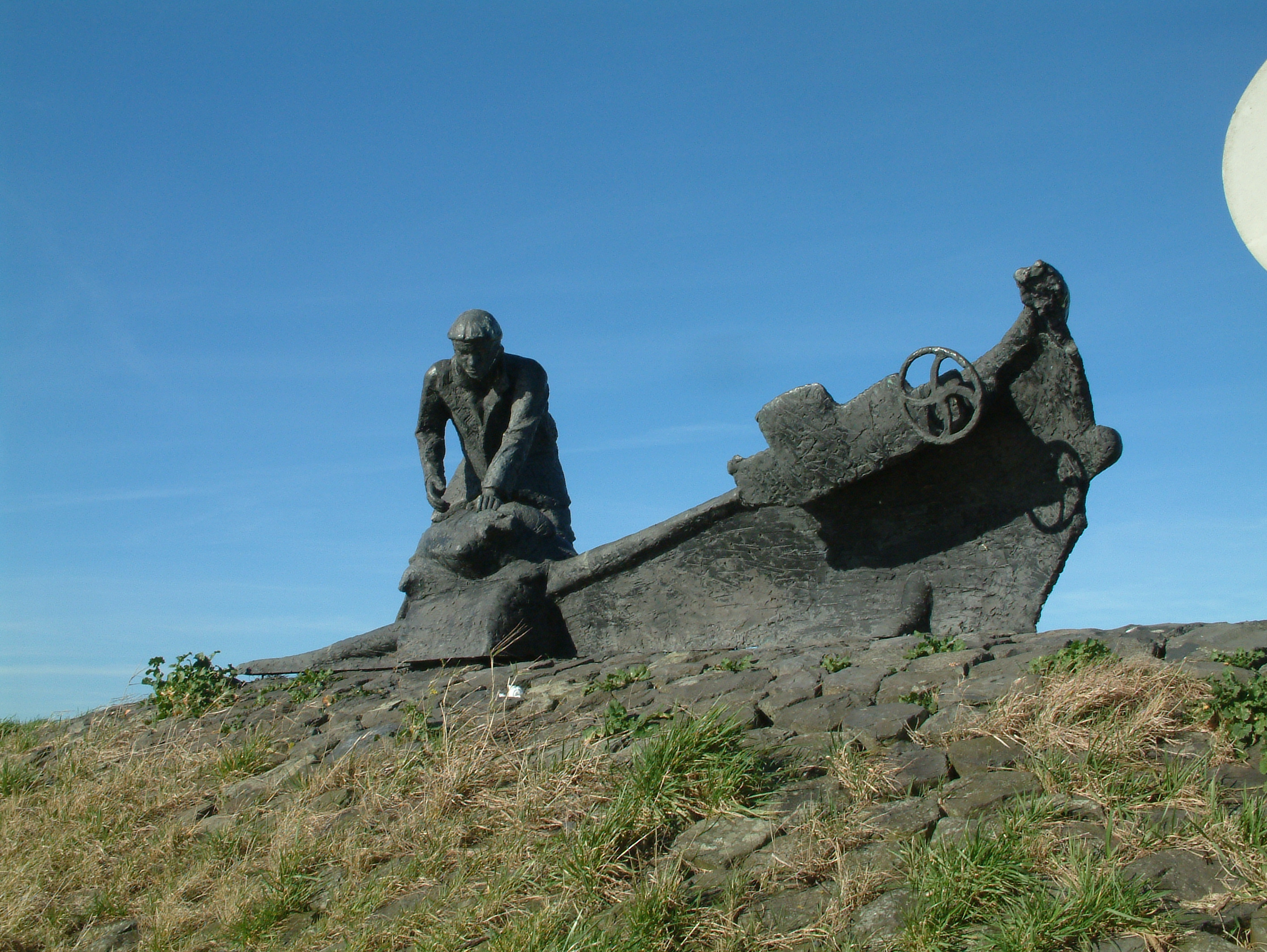
Monument voor de schipper Arie Evegroen bij Groenendijk
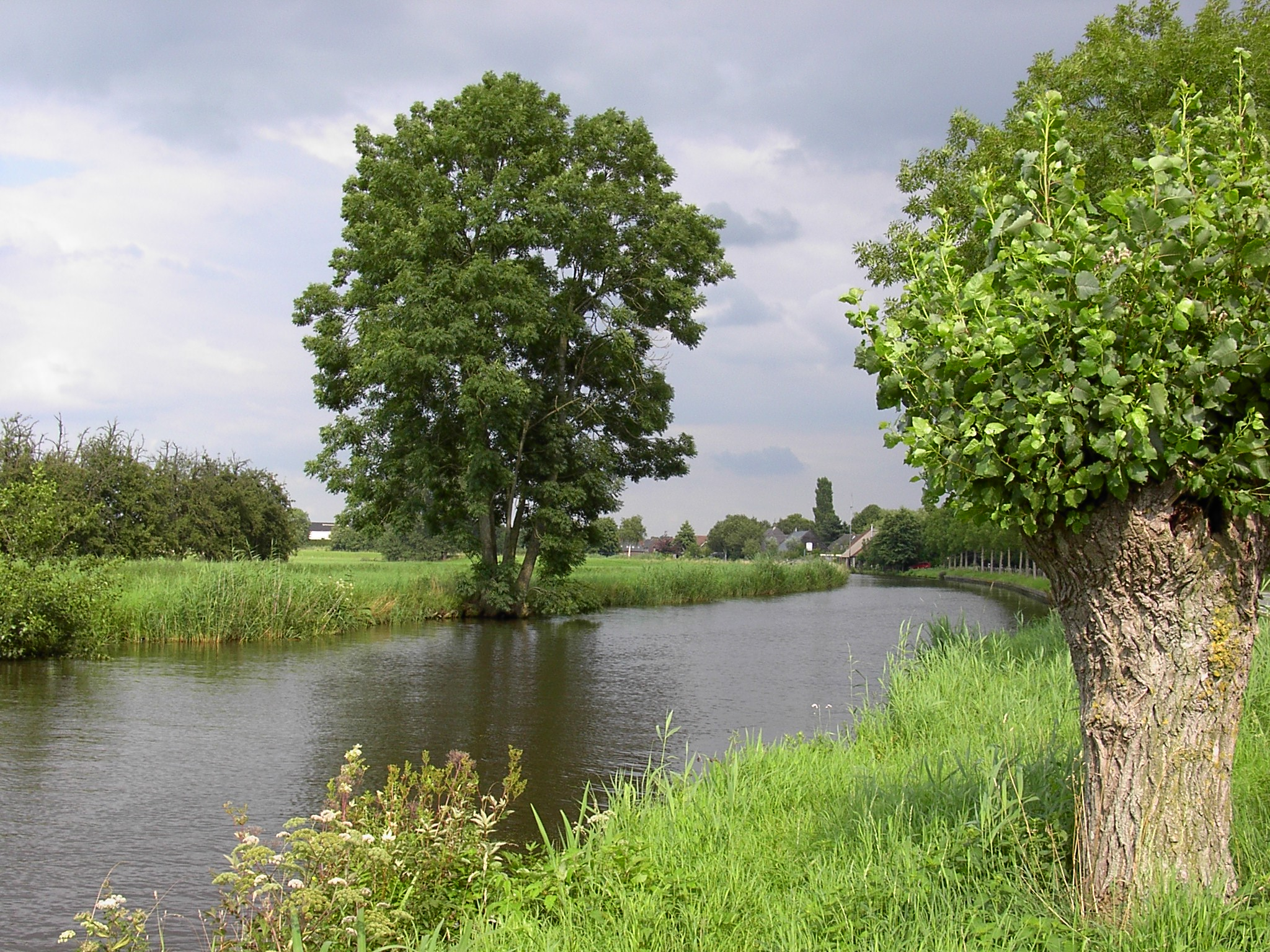
Willeskop
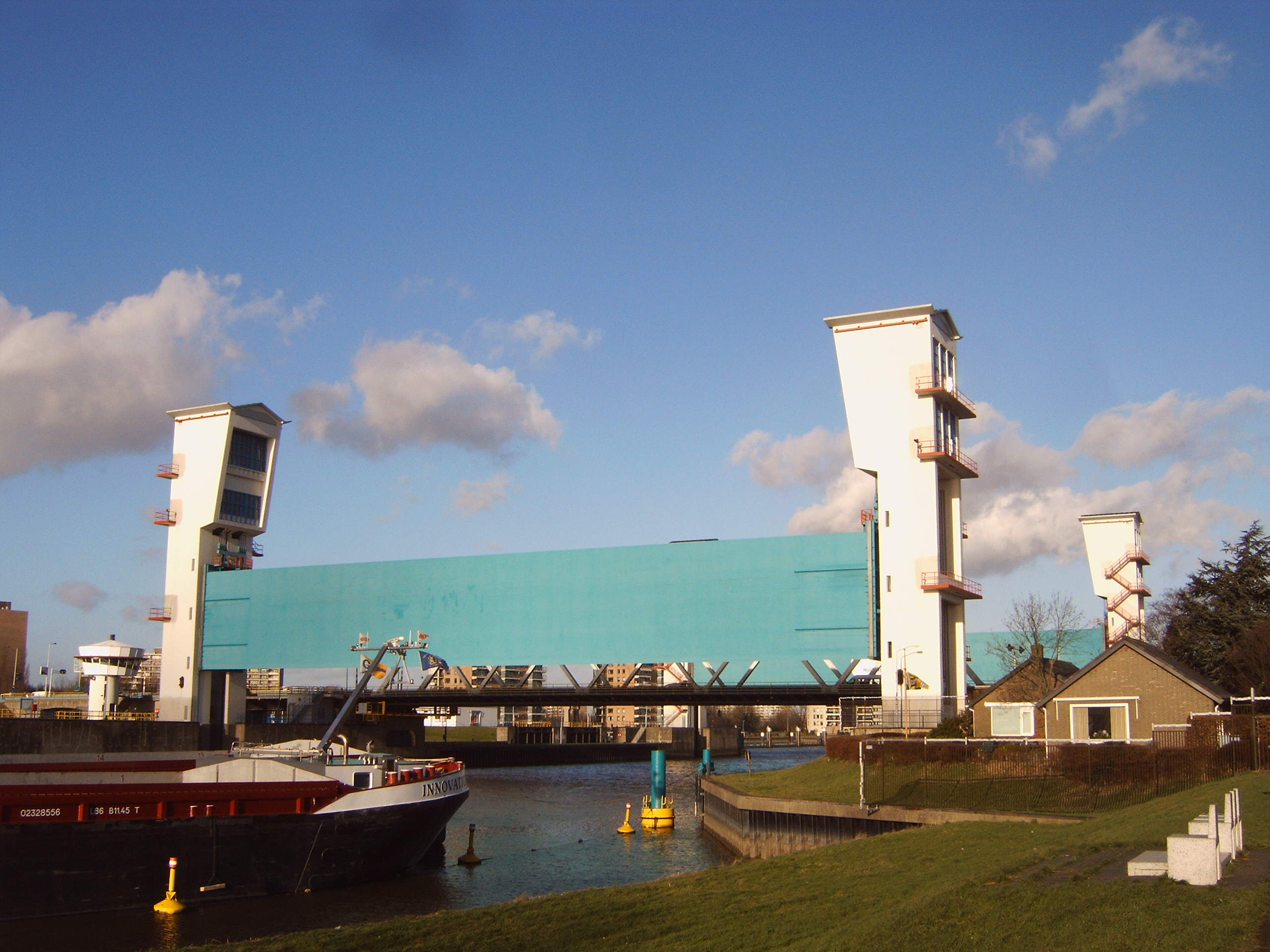
Stormvloedkering bij Krimpen aan den IJssel
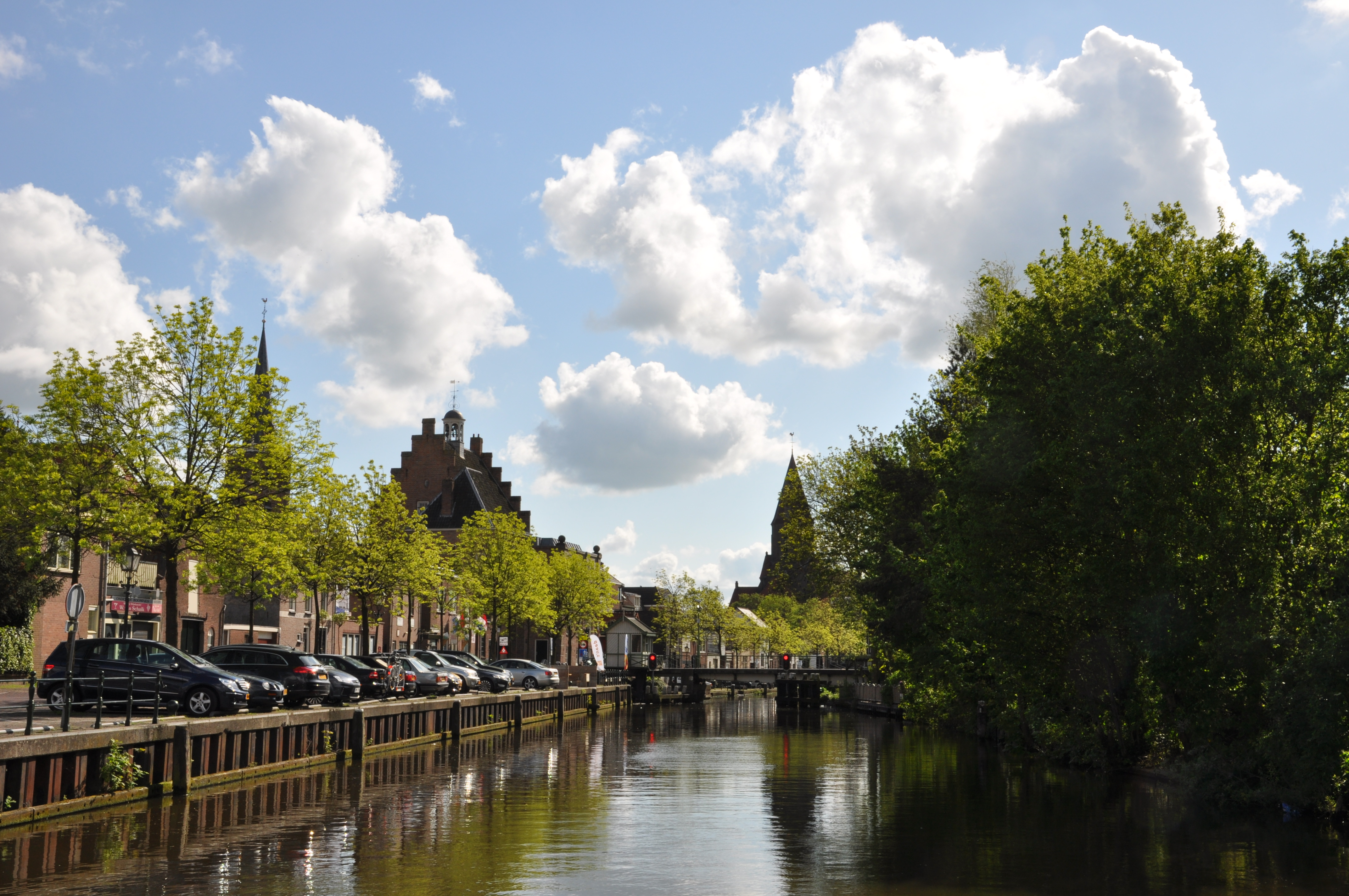
Montfoort
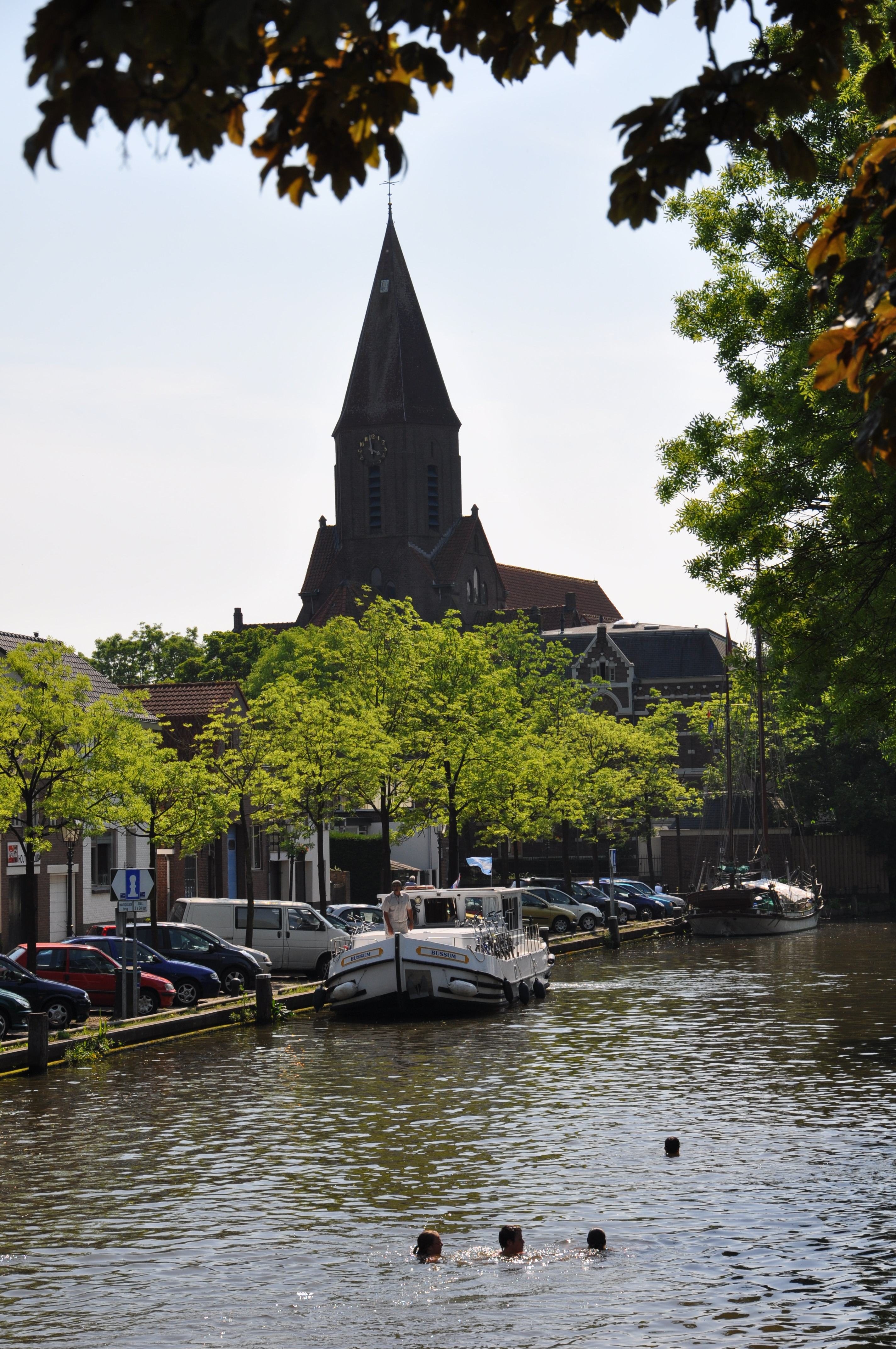
Zwemmers op een zomerse dag (Montfoort)